# PDウルトラマンバトルコレクション64
『PDウルトラマンバトルコレクション64』（ピーディーウルトラマンバトルコレクションろくじゅうよん）とは、1999年7月16日にバンダイから発売されたNINTENDO 64用のゲームソフト。最大プレイ人数は2人で、64GBパックとコントローラパックに対応している。

## ゲーム概要
本作品は、NINTENDO64唯一のウルトラシリーズを扱ったゲームである。
通常モードと対戦モードがあり、通常モードは簡単にいえばキャラクター育成モード、対戦モードは名前のとおりキャラクターを対戦させるモードである。双方の詳細は後述。
キャラクターは『ウルトラQ』から『ウルトラマンガイア』までの各ウルトラマンと怪獣たち（ウルトラマン80、ユリアン、『ガイア』の怪獣は登場しない）とゲームオリジナルのキャラクターで構成され、すべて集めると101体にものぼる。キャラクターは本体に20体、コントローラーパックに100体をそれぞれ保存できる。

## 通常モード

### モードの詳細
惑星バーン（当ゲームオリジナルの惑星）にある四方を海に囲まれた島で、ウルトラマンや怪獣を育成していき、スタジアムで開催されるウルトラ大武闘会で優勝させるモード。「U」（ウラーの意だと言われている）という通貨が使用されている。新しくキャラクターを増やすにはガシャポンタワーで通常ガシャをするか、64GBパックと任意のGBソフトを使用する。ガシャは3種類あり、種類によって得られるキャラクターは決まっている。64GBパック使用の場合は、ソフトによってキャラクターが決まる。どの場合でもUを消費するが、ゲーム開始時は初代ウルトラマンが無償で入手できる。フィールドには4体までしか出せない。
入手した時点で各キャラクターには「タイプ」「属性」「最大HP」「残HP」「攻撃力」「防御力」「素早さ」「運」「SP（スキルポイント）」「バトルクラス」が決められている。「タイプ」とは血液型のようなもので、パワー、スピード、ビーム、エスパーの4つがあり、それによってレベルが上がったときに覚える技などが変わってくる。「血液型のようなもの」と表現したが、この「タイプ」は特定の地点で変更ができる。「属性」は「ひかり」や「火」、「水」などがある。これはタイプと違い、変更はできない。また、キャラクターが覚える技にも属性があるものがあり、その技の属性に弱い属性のキャラクターに使うとダメージが大きくなる。「SP」は経験値のこと。「バトルクラス」は後述。また、全キャラクター共通に「たいりょく」（HPとは別物）「なかよし」というステータスがあり最大値は255である。両方が0になると、そのキャラクターは逃げ出してしまうが、イベントなどで0になった場合は例外である。
時折、島に侵略者のUFOが飛来し基地を造るが、撃退すると次の侵略者が現れる。また、特定の施設を乗っ取って本拠地とする侵略者もいる。ストーリー上の最後の侵略者を倒した後も、4体の侵略者たちが繰り返し襲来してくる。
スタッフロールはストーリー上の最後の侵略者を撃退したら見ることができ、大武闘会で優勝することではない。

### キャラクターへの指示
いどう
島内の施設などに移動でき、移動先が施設なら中に入り、用が終われば外に出て翌日まで休むことになり、山や湖などの場合は到着してすぐに休む。移動中に敵に襲われることもある。
さがす
フィールドに何かアイテムが落ちていないか探すことができる。キャラクターによって発見するのが上手なものもいれば、あまり上手くないものもいる。回復アイテムや少量の「U」を発見することができる。ただし「U」の場合、所持金が多いと「よく見るとびんのおうかんだったのでゴミ箱に捨てた」という表示が出てきて、「U」は入手できない。アイテムを見つけられない場合は夜になるまでずっと探し続けているが、アイテムを見つけると（びんのおうかんだったというパターンでも）朝まで休む。「たいりょく」と「なかよし」両方とも減っていく。また、敵に襲われることもある。
あそぶ
「なかよし」の数値を上昇させるときに使用するが、かわりに「たいりょく」が減っていく。敵に襲われることがある。何をして遊ぶかはキャラクターによって様々で、例として初代ウルトラマンはサッカー、ウルトラセブンはテレビゲーム、バルタン星人はフラフープ、ペスターは油を飲むなど。
きたえる
キャラクターの「攻撃力」「防御力」「素早さ」「運」のどれかのステータスを上げる時に使用する。ただし、どのステータスを上げるかは自分では選ぶことができず、ランダムに選ばれるが大抵はそのとき一番低いステータスが上がる。上昇値は1か2。「たいりょく」「なかよし」の両方が減り、敵にも襲われる。敵に襲われる確率が最も高い。
やすむ
キャラクターを休ませることができる。「たいりょく」は回復するが「なかよし」は変化しない。また、敵にも襲われない。
アイテム
アイテムを使用する。使用した時はそのアイテムの効果が出るだけなので、再びアイテムを使用することや他の指示を与えることもできる。

### 島の施設や環境
ガシャポンタワー
キャラクターを増やす、キャラクターの「タイプ」を変更する、フィールドに出すキャラクターを入れ替える、不要なキャラクターを引退させる、記録をセーブするときに利用するなど、さまざまなことができる施設。引退させたキャラクターはゲーム内でカードになり、コントローラーパックがあればカードが保存できる。カードにはそのキャラクターの代表的な技が表記されるが、一部のキャラクターは技名が異なっていたりする。所在場所は島の南とする。
クリニック
簡単にいえば病院。ダメージを受けたキャラクターのダメージを「U」と引き換えに治療するところ。自キャラクターが戦闘で負けてしまうとここに運ばれてくるが、その際に「U」が足りないと治療できないため、治療することもクリニックから出ることもできず、実質フリーズした状態と同じになってしまう。場所はガシャポンタワーのすぐ東。
ミュージアム
入手したキャラクターの身長や体重、番号を見ることができる施設。また引退させたキャラクターの姿やカードもを見ることができる。カセットにあずけてから引退させたキャラクターは保存されないため、カードでは見られない。場所はガシャポンタワーの少し西。
コロシアム
キャラクターをランダムに決定される敵キャラクターと戦わせて、賞金を得ることができる。戦闘前に自分で選択する相手のレベルが高いほど賞金も高額になる。島の西にある。
スタジアム
ウルトラ大武闘会が開催されているところ、ここで4連勝すると「バトルクラス」が上がる。「バトルクラス」には「d、D、c、C、b、B、a、A、s、S」まであり、クラスが高いほどスタジアムで上のレベルに挑戦できる。しかし、上のレベルの大会になっても敵の強さはあまり変わりない。島の北にあり、ヒカリの丘とドカーン火山が近い。
バーン平原
島の南から南西に広がる惑星の名前から名付けられたと思われる平原。
出現モンスターはゴドラ星人Jrやカネゴンなどあまり強いキャラクターは出現しないため、初心者向けの場所であり、育成始めのキャラクターの育成場所にも最適。
ボーン山
島の東側にある山で、レッドキングやジャミラなど結構強いモンスターが出現するため、ある程度強いキャラクターでないと太刀打ちできない。
ドーン湖
島の中心部にある湖。出現モンスターは主にナメゴンやノーバなど。
チョーン湖
島の南東にあるもう1つの湖。出現モンスターはドーン湖と変わらないが、多少ドーン湖のモンスターよりも弱くなっているので、バーン平原と並んで初心者向けのエリア。
ドカーン火山
島の北西にある火山。出現モンスターはボーン山の出現モンスターをグレードアップさせた感じで、島で一番強いモンスターが襲ってくる危険地帯。レベルを上げるのに最適な場所だが、ガシャポンタワーから最も遠い場所にある。
ヒカリの丘
島の北東にある丘で、「偽りの光の戦士が住みついている」と言われており、にせウルトラマンやにせウルトラセブンなどが出現する。
ショップ
アイテムの売り買いができる施設で、64GBパックを使用すれば販売されるアイテムが変化する。ランダムに出現し島内の各地に数日間のみ開店している。
ジム
ショップのようにランダムで各地に出現する。キャラクターのステータスをアップさせるときに使用するが、「きたえる」よりも上がる数値が大きい。上昇値は5 - 9である。また、64GBパックを使用するとステータスの上がる数値が大きくなったり、2種類以上のステータスが上がったりする。どのステータスが上がるかはランダムだが、64GBパック使用の場合は使用したソフトによって効果が固定されている。
どうくつ
キャラクターに探索させることができ、しばらくすると何かしらのアイテムを発見できるが、場合によっては敵キャラクターの攻撃を受け（突然の出来事なので戦闘には入らず攻撃を受けてしまう）大ダメージを被ることもある。1日の最初に地殻変動でランダムに出現し、数日経過すると消滅する。
タワー
どうくつと同じように地殻変動で1日の始めに出現し、数日後に消滅する。内部では、どうくつのように敵の攻撃でダメージを受けることもあるが、最上階にはゾフィー、ウルトラの父、ウルトラマンキングのいずれかが待っており、ゾフィーからは育成に役立つアイテムを、父からは多額の「U」をもらうことができ、キングはステータスのどれか一つを大幅に上げてくれる。
きち
侵略者が乗ってきた円盤がそのまま基地と呼称される。侵略者が陣取っており、きちに到着するとそのまま相手の台詞が入ってから戦闘になる。侵略者を倒すと消滅する。なお、きちに陣取らずに各施設を占拠する侵略者も存在し、その施設は侵略者撃退まで利用不可能になる。

## 対戦モード
1P対2Pで対戦をする。プレイヤー対コンピュータはできない。
通常モードで育成してコントローラーパックに保存してあるキャラクターを持ち寄せて戦わせることができるが、コントローラーパック無しでもあらかじめ設定されているキャラクターを使用して対戦することもできる。しかし、自分のペースで戦闘できないのとキャラクターの技がランダムに決定されてしまうので、使いたい技が無いばかりか敵に大ダメージを与える技（初代ウルトラマンでいうスペシウム光線やウルトラスラッシュ）を持っていないこともある。

## 戦闘方法
画面上部に自分（対戦モードでは1P）の、画面下部に相手（対戦モードでは2P）の使用キャラクターの名前、残りHP、ゲージ、たまったエネルギーの量が表示されている。
戦いが始まるとまずは、Cユニットボタンのどれかを連打してゲージを満タンにする（連打しなくてもゲージはたまっていくが、ボタン連打をしたときよりも速度が遅い）。満タンになる速さはすばやさのステータスが高いほど早くなる。
ゲージがたまると、「こうげき」「わざ」「アイテム」「にげる」の4つの行動を取ることができる。どの行動をとった後も、行動終了後にゲージが1上昇する。「こうげき」は単に敵を何かしらの技で攻撃することができる。「わざ」は「こうげき」より強力な技で相手を攻撃することができ、光線技などもここから選択する。技によってはある程度エネルギーをためておかないと使用できないものもある。「アイテム」はその名のとおりアイテムを使用することができる。使用した後はゲージのため直しになる。「にげる」は戦闘から逃げることができるが、自キャラクターの「運」のステータスが低いと逃げるのに失敗してしまうこともある。
敵のHPを0にすれば自分の勝ちとなる。なお、通常モードでの戦闘で敵を倒した場合、倒した敵キャラクターに応じた経験値が手に入るが、コロシアム、スタジアムでの戦闘および侵略者との戦闘で勝利しても経験値を得ることができない。

## 登場キャラクター
括弧内は本作品で使用できる代表技。ほかにもウルトラスラッシュなど、多彩な必殺技がある。53 - 101は一部を除き本作品のオリジナルキャラクター。太字のキャラクターは戦闘時に固有のテーマソングが流れる。以下、ミュージアムでの展示順に掲載する。
1. ウルトラマン（スペシウム光線）
2. ウルトラセブン（ワイドショット）
3. ウルトラマンジャック（シネラマショット）
4. ウルトラマンA（メタリウム光線）
5. ウルトラマンタロウ（ウルトラダイナマイト）
6. ウルトラマンレオ（シューティングビーム）
7. ウルトラマンティガマルチタイプ（ゼペリオン光線） - 表記は「ティガ（マルチ）」
8. ウルトラマンティガスカイタイプ（ランバルト光弾） - 表記は「ティガ（スカイ）」
9. ウルトラマンティガパワータイプ（デラシウム光流） - 表記は「ティガ（パワー）」
10. ウルトラマンダイナフラッシュタイプ（ソルジェント光線） - 表記は「ダイナ（フラッシュ）」
11. ウルトラマンダイナミラクルタイプ（レボリュウムウェーブ） - 表記は「ダイナ（ミラクル）」
12. ウルトラマンダイナストロングタイプ（ガルネイトボンバー） - 表記は「ダイナ（ストロング）」
13. ゾフィー（M87光線）
14. ウルトラの父（ファザーショット）
15. ウルトラの母（マザーショット）
16. ウルトラマンキング（キングショット）
17. ウルトラマンガイア（フォトンエッジ）
18. ウルトラマンガイアV2（フォトンエッジ） - 表記は「ガイア V2」
19. ウルトラマンガイアスプリームヴァージョン（フォトンエッジ） - 表記は「ガイア（スプリーム）」
20. ウルトラマンアグル（アグルブレード）
21. バルタン星人（赤色凍結光線）
22. ピグモン（げっぷ）
23. メフィラス星人（黄色光線）
24. ジャミラ（100万度の焔）
25. ゼットン（一兆度の火の玉）
26. ダダ（光線銃）
27. ゴモラ（オオサカキャッスル）
28. レッドキング（岩石投げ）
29. ペスター（青色怪光線）
30. ゴドラ星人（リングビーム）
31. ナース（リードプラズマ）
32. イカルス星人（ワープアタック）
33. メトロン星人（宇宙けしの実）
34. エレキング（波状光線）
35. キングジョー（タンカー投げ）
36. にせウルトラセブン（エメリウム光線）
37. ツインテール（毒ガス）
38. ベムスター（破壊光線）
39. キングザウルス三世（放射能光線）
40. エースキラー（M87光線）
41. ヤプール（黄色光線）
42. ヒッポリト星人（ハンドミサイル）
43. タイラント（火炎放射）
44. マグマ星人（サーベル光線）
45. ノーバ（破壊光線）
46. カネゴン（コインブリッツ）
47. ウインダム（レーザーショット）
48. ナメゴン（溶解液）
49. イーヴィルティガ（イーヴィルショット）
50. ガーディ（キャノン）
51. ダイゲルン（火炎放射）
52. シルドロン（黄色光線）
53. バルタン星人Jr（白色破壊光線）
54. メフィラス星人II（まひ光線）
55. ジャミラII（毒ガス）
56. ゼットンII（一兆度の火炎弾）
57. ダダII（光線銃）
58. ゴモラII（オオサカキャッスル）
59. レッドキングII（岩石投げ）
60. ペスターII（青色怪光線）
61. ゴドラ星人Jr（リングビーム）
62. ナースII（いなづま）
63. イカルス星人Jr（アロー光線）
64. メトロン星人Jr（宇宙けしの実）
65. 再生エレキング（1000万ボルト）
66. 再生キングジョー（破壊光線）
67. 再生にせセブン（アイスラッガー）
68. 再生ツインテール（タワースルー）
69. ベムスター改造（破壊光線）
70. キングザウルス（波状光線）
71. エースキラーII（ウルトラクロス）
72. ヤプール改造（黄色光線）
73. ヒッポリト星人Jr（熱線）
74. タイラント改造（鎖鉄球）
75. 再生マグマ星人（サーベル光線）
76. ブラックガーディ（ビーム）
77. ダイゲルン改造
78. シルドロン改造（黄色光線）
79. アーデス（アバドリウム光線）
80. アーマードキング（岩石投げ）
81. ゼットラー（波状光線）
82. ゴルミラ（100万度の焔）
83. ザーベック（スイッチオン）
84. シルドロンS（パワーブレイク）
85. アーバス（アグニウムスラッシュ）
86. アーマードキングII（岩石投げ）
87. ゼットラーII（フラッシュアタック）
88. ゴルミラII（メルトダウン）
89. ザーベックII（さいみん波）
90. メフィラス星人S（せきか光線）
91. アーデント（アグニウム光線）
92. アーマードキング改造（キャノンキング）
93. ゼットラー改造（1兆度の火炎弾）
94. ゴルミラ改造（100万度の焔）
95. ザーベック改造（あんこくテレキネシス）
96. ゼットンS（1兆度の火炎弾）
97. エースロボット（メタリウム光線）
98. レッドキングIII（岩石投げ）
99. 妄想ウルトラセブン
100. にせウルトラマン（ウルトラスラッシュ）
101. バルタン星人III（あんこく光線）

- なお、相手を眠らせた時に相手の頭上でガッツ星人が飛び回る演出がある。

## 本作品オリジナルキャラクター
- アーバス

ウルトラ戦士に酷似した種属で、赤と茶色のボディーカラーに緑色の目をしている。プレイヤーに敗北し、暗黒の力では光には勝てないとアーデスに助言するも「それはお前が力を使いこなせていないだけ」と聞き入れられず、止めることはできなかった。
- アーデス

青と黒のボディカラーに赤い目をしている。アーバスの兄であり、彼を上回る実力を持つ。敗北したアーバスを実力不足と一蹴し、最終ボスとしてプレイヤーの前に現れる。敗北後は、とどめを刺さないプレイヤーの行動とアーデントの説得によって改心した。
- アーデント

白と緑のボディーカラーに黄色い目。アーデスとアーバスの弟で二人を止めてほしいとプレイヤーとウルトラの父に依頼する。
- アーマードキング

アーデスたちの指示で惑星バーンに現れた怪獣で、レッドキングに鎧を装着させた外見をしている。
- ゼットラー

名前の通りゼットンとアントラーの合成怪獣で、ゼットンの胴体とアントラーの頭部をもつ。
- ゴルミラ

ジャミラと同じ体型をしているが、非常に凶悪な面構えをしている合成怪獣。ジャミラと何を合成したかは不明。
- ザーベック

アーバスらが最後に送り込んでくる怪獣。ゴブニュ（ギガ）の頭部とメフィラス星人の胴体を持つ。

## 原作との違い
- ペスターは、本来火炎放射を得意とするが、今作では火炎放射技を覚えない。
- ベムスターの破壊光線の発射箇所が頭部の角ではなく腹部の口になっている。
- ウルトラマンジャックの技のうち、「ウルトラフロスト」のモーションが「ウルトラクロス」と同じになっている。
- ガイア（スプリーム）が、フォトンストリームを覚えない。
- イカルス星人のアロー光線は原作では熱光線だが、本作品では水属性の技となっている。
- ウルトラマンレオの必殺系統の技に格闘技がひとつも無く、シューティングビームなどの光線技ばかり。
- ウルトラマンタロウのネオストリウム光線の発射ポーズが、ワイドショットなどと同じになっている。
- ダイナ（ストロング）が、ガルネイトボンバー以外の光線技を使用できる。
- 本作品ではガーディと記述されているが、この怪獣の本来の表記はガーディーである

その他にも多くの差異が確認できる。

## 不具合
- 技の処理遅れなどの原因でフリーズしてしまうことが多い（ナメゴンの溶解ビームやバルタン星人の赤色凍結光線など）。
- バトルでゲージをためる場面で、どちらかあるいは両方がダダもしくはダダIIのとき、少しずつダダが相手キャラクター方向に動いており、2時間程度放置していると相手キャラクターと重なってしまう。攻撃動作やアイテムを使用すると元に戻る。